# One of the Missing
One of the Missing és un curtmetratge de 1968 escrit i dirigit per Tony Scott. La pel·lícula està ambientada durant la Guerra Civil Americana i es basa en la història homònima d'Ambrose Bierce.

## Sinopsi
Un soldat de l'Exèrcit Confederat, durant la Guerra Civil Americana, és enviat a reconèixer el territori enemic. Després d'un tret de canó acaba atrapat sota una pila de roques, immobilitzat amb la seva arma carregada apuntant-li a la cara.

## Repartiment
- Stephen Edwards - James Clavering
- Ridley Scott - Soldat de la Unió

## Premis
Va obtenir el premi al millor curtmetratge en la IV Setmana Internacional de Cinema Fantàstic i de Terror de Sitges.